# سویتاد بیا
سویتاد بیا (به اسپانیایی: Distrito de Ciutat Vella) یک بخش در اسپانیا است که در بارسلون واقع شده‌است. سویتاد بیا ۴٫۳۷ کیلومتر مربع مساحت و ۱۰۷٬۴۲۶ نفر جمعیت دارد.